# Жуан Малдонадо
Жуан Малдонадо (или просто Жуан) (порт.-браз. Juan Maldonado Jaimez Junior; 6 февраля 1982, Сан-Паулу) — бразильский футболист, левый фланговый защитник, известный по выступлениям за «Фламенго», «Сан-Паулу», «Флуминенсе» и сборную Бразилии.

## Биография
Жуан — воспитанник школы «Сан-Паулу». Дебютировал за основную команду в 2000 году и спустя год был продан в английский «Арсенал». Там латералю не давали много шансов себя проявить, поэтому за «канониров» Жуан сыграл лишь два матча — по одному в Кубке Лиги и Кубке Англии 2001/2002, который его команда в итоге завоевала в том сезоне. Фактически два года в Англии были потеряны для молодого игрока, не помогла даже аренда в «Миллуолл» в 2003 году.
В 2004 году Жуан перешёл во «Флуминенсе». Там он довольно быстро адаптировался и влился в основной состав. В 2005 году завоевал с «трёхцветными» титул чемпиона штата Рио.
В начале 2006 года перешёл во «Фламенго». Его гол в ответном финальном матче Кубка Бразилии в том году позволил команде праздновать победу над «Васко да Гамой», как и итоговый триумф в турнире. Жуан был признан лучшим игроком того матча.
22 августа 2008 года Жуан дебютировал в сборной Бразилии против команды Боливии в рамках квалификационных игр к чемпионату мира 2010. По итогам года Жуан Малдонадо (добавление Малдонадо стало актуальным после вызова в сборную, так как там уже есть игрок Жуан, также выступающий на позиции защитника) был признан лучшим левым защитником чемпионата Бразилии сразу по двум версиям — Placar и CBF/Globo.
Жуан продолжал вызываться Дунгой на игры сборной. Ещё один матч он провёл против сборной Чили, выигранном бразильцами со счётом 3:0.
В 2011 году Жуан перешёл в «Сан-Паулу». В 2012 году на правах аренды играл за «Сантос». С 2013 года выступал за салвадорскую «Виторию». С 2015 года выступает за «Коритибу».

## Достижения
- Чемпион Бразилии (1): 2009
- Обладатель Кубка Бразилии (1): 2006
- Чемпион штата Сан-Паулу (1): 2012
- Чемпион штата Рио-де-Жанейро (4): 2005, 2007, 2008, 2009
- / Турнир Рио-Сан-Паулу (1): 2001
- Обладатель Кубка Англии (1): 2002
- Обладатель Рекопы (1): 2012
- Серебряный мяч (2): 2008
- Лучший правый защитник чемпионата Бразилии (2): 2008